# Karrösten
Karrösten è un comune austriaco di 678 abitanti nel distretto di Imst, in Tirolo.